# Anatolij Szydłowski
Anatolij Mykołajowycz Szydłowski, ukr. Анатолій Миколайович Шидловський, ros. Анатолий Николаевич Шидловский, Anatolij Nikołajewicz Szidłowski (ur. 20 marca 1949 we Lwowie) – ukraiński piłkarz, grający na pozycji napastnika, a wcześniej pomocnika, trener piłkarski.

## Kariera piłkarska
W 1967 rozpoczął karierę piłkarską w drużynie rezerw Karpat Lwów, a w 1969 debiutował w składzie pierwszej drużyny. W 1970 bronił barw Desny Czernihów. W 1971 przeszedł do Bukowyny Czerniowce. W 1972 przeniósł się do Łokomotywu Winnica. Na początku 1975 został zaproszony do Metałurha Zaporoże, ale latem powrócił do Łokomotywu, w którym zakończył karierę piłkarza w roku 1978.

## Kariera trenerska
Karierę szkoleniowca rozpoczął po zakończeniu kariery piłkarza. W sierpniu 1979 dołączył do sztabu szkoleniowego winnickiego klubu, który zmienił nazwę na Nywę Winnica. Najpierw pomagał trenować, a od września do końca 1982 roku stał na czele Nywy. Potem kontynuował trenować winnicki zespół, a 8 września 1986 roku ponownie został mianowany na stanowisko głównego trenera winnickiej Nywy, którą prowadził do 28 kwietnia 1988 roku.

## Sukcesy i odznaczenia

### Odznaczenia
- tytuł Mistrza Sportu ZSRR